# فخر أباد (بنستان)
فخر أباد (بالفارسية: فخرآباد) هي قرية تقع في إيران في قسم بنستان الريفي.